# Sonia Sotomayor

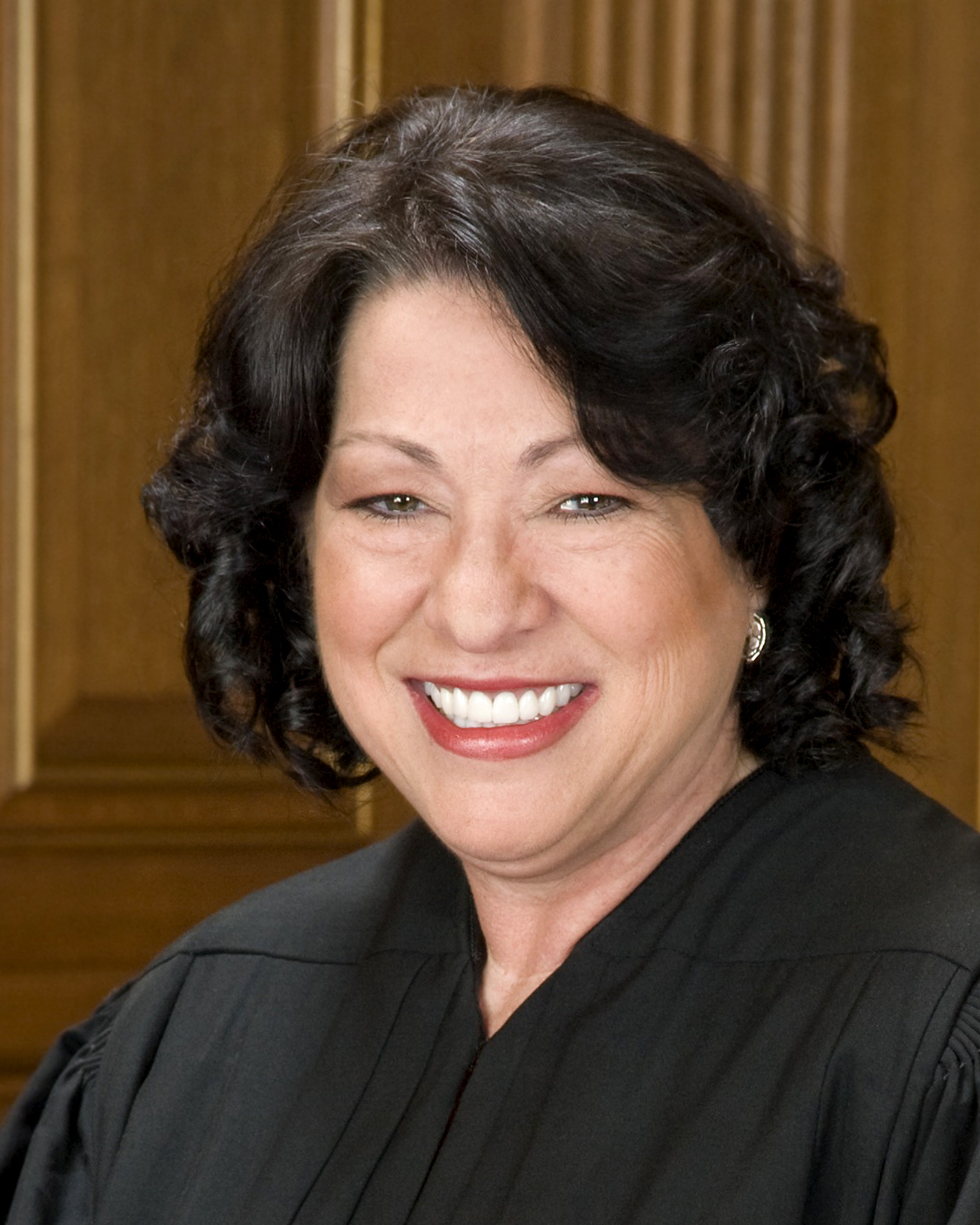
Sonia Sotomayor (2009)

Sonia Maria Sotomayor [ˈsoʊnjə ˌsoʊtɵ.maɪˈɔr] (* 25. Juni 1954 in New York City) ist eine US-amerikanische Juristin und seit 2009 Richterin am Obersten Gerichtshof der Vereinigten Staaten. Am 26. Mai 2009 wurde sie von US-Präsident Barack Obama für dieses Amt nominiert. Am 6. August 2009 bestätigte der Senat ihre Nominierung. Zwei Tage später wurde sie vom Obersten Richter John Roberts vereidigt.

## Leben und Wirken
Sonia Sotomayor, deren Eltern aus Puerto Rico stammen, wuchs in der Bronx auf. Ihre Eltern, Celina und Juan Sotomayor, heirateten während des Zweiten Weltkriegs. Ihre Mutter war Mitglied des US-amerikanischen Frauenkorps, später war sie als Telefonistin und als Krankenschwester tätig. Sotomayor stand als Kind ihrer Großmutter sehr nahe. Im Alter von acht Jahren wurde bei ihr Diabetes diagnostiziert. Als sie neun Jahre alt war, verstarb der Vater im Alter von 42 Jahren an Herzproblemen als Folge jahrelangen Alkoholkonsums. Erst nach seinem Tod erlernte Sotomayor die englische Sprache fließend, da der Vater zuvor nur Spanisch mit ihr gesprochen hatte. Als Kind wollte Sotomayor Polizistin werden. Wegen ihres Diabetes war ihr dies jedoch nicht möglich und sie wandte sich stattdessen einer Karriere in der Judikative zu. Aufgrund der damals deutlich schlechteren Prognose von Diabetes ging Sotomayor von einer verminderten Lebenserwartung aus und versuchte, ihrer eigenen Aussage nach, das Leben in vollen Zügen zu genießen. Ihr Studium wurde ihr durch Maßnahmen der Affirmative Action ermöglicht. Sie studierte an der Princeton University mit dem Abschluss Bachelor of Arts 1976 und studierte danach bis 1979 Rechtswissenschaft an der Yale Law School. Während ihres Studiums in Princeton war sie als Aktivistin für die internationale Anerkennung Puerto Ricos tätig und versuchte, eine erhöhte Zahl hispanischer Professoren durchzusetzen. Außerdem war sie auch als Herausgeberin des Yale Law Journal tätig.
Anschließend war sie als Staatsanwältin im New York County, welches das Gebiet von Manhattan umfasst, unter dem dortigen langjährigen Oberstaatsanwalt Robert M. Morgenthau tätig, bis sie 1984 in eine New Yorker Rechtsanwaltskanzlei wechselte. Von 1984 bis 1992 war Sotomayor Unternehmensanwältin bei der New Yorker Kanzlei Pavia & Harcourt. Während dieser Zeit vertrat Sotomayor italienische Luxuswarenhersteller im Kampf gegen Fälschungen.
1991 wurde Sotomayor von US-Präsident George H. W. Bush für ein Richteramt am United States District Court for the Southern District of New York nominiert und 1992 vom US-Senat bestätigt. 1992 war Sotomayor der erste Richter hispanischer Abstammung, der am Bundesgericht des südlichen Distrikts von New York tätig war. 1995 beendete eine von Sotomayor erlassene Verfügung einen Arbeitskampf in der Major League Baseball, bei dem die Spieler zuvor 232 Tage gegen Gehaltsobergrenzen gestreikt hatten. 1997 nominierte US-Präsident Bill Clinton die Bundesrichterin Sotomayor für einen der Sitze am United States Court of Appeals for the Second Circuit. Nach Bestätigung durch den Senat trat sie dieses Amt 1998 an. In den nächsten zehn Jahren beim Second Circuit Court of Appeals verhandelte Sotomayor über 3.000 Fälle und Beschwerden und schrieb rund 380 Urteilsbegründungen. Zusätzlich zu ihrer Richtertätigkeit lehrte Sotomayor von 1998 bis 2007 Rechtswissenschaften als Adjunct Professor an der New York University.

## Richterin am Obersten Gerichtshof
Nachdem David Souter im Mai 2009 ankündigte, sein Amt als Richter am Obersten Gerichtshof der USA niederzulegen, wurde Sotomayor schon sehr bald als eine Favoritin für Souters Nachfolge gehandelt. Die Nominierung durch Präsident Obama erfolgte am 6. Mai 2009.
Der Senat stimmte schließlich am 6. August mit 68 zu 31 Stimmen für Sotomayors Nominierung, wobei die an der Abstimmung beteiligten Mitglieder der demokratischen Fraktion (abgesehen vom krankheitsbedingt abwesenden Ted Kennedy) geschlossen für sie stimmten. Von den Republikanern kamen neun Ja- sowie alle 31 Nein-Stimmen. Sie ist die erste Person aus der Bevölkerungsgruppe der Hispanics und die dritte Frau überhaupt in einem Richteramt am Obersten Gerichtshof.
Sotomayor gilt als Vertreterin der politischen Mitte. Dezidiert linke Positionen nahm sie bisher fast ausschließlich in der Frage von Affirmative Action ein – den Maßnahmen, mit denen Angehörige von Minderheiten bei Bildung und Beruf gefördert werden sollen. In mehreren Fällen, in denen es um die Vollstreckung der Todesstrafe ging, vertrat sie die von der Mehrheit des Gerichts abweichende Ansicht, dass die Verwendung von Midazolam dazu führen könne, dass der Todeskandidat qualvolle Schmerzen erleiden müsse. Wenn dies der Fall sei, würde die Hinrichtung gegen das Verbot einer grausamen und ungewöhnlichen Bestrafung („cruel and unusual punishment“) verstoßen.
Sonia Sotomayor wurde von mehreren US-amerikanischen Universitäten mit der Ehrendoktorwürde ausgezeichnet. 2002 wurde sie in die American Philosophical Society und 2018 in die American Academy of Arts and Sciences gewählt. Sie ist geschieden und hat keine Kinder.
Anfang 2013 veröffentlichte sie eine Autobiografie unter dem Titel My Beloved World.

## Gegenpositionen
Sotomayor wurde im Zuge ihrer Nominierung als Richterin am Obersten Gerichtshof vom republikanischen Politiker Newt Gingrich Rassismus vorgeworfen. Sie hatte, nach Lesart der Kritiker, in einer Rede 2001 die Erfahrung einer „weisen Latina“ („wise latina“) als höherwertig als die eines männlichen Weißen dargestellt. Von dieser Interpretation distanzierte sie sich allerdings entschieden in ihren Senatsanhörungen.
Ihre Nominierung für den Supreme Court wird von Fred Barnes, einem Journalisten des konservativen Fox News Channel und Redakteur des The Weekly Standard, als reine Umsetzung des Affirmative-Action-Konzepts gesehen. Sotomayor sei als Exponentin zweier marginalisierter Gruppierungen (Frau, Latina) besser qualifizierten Mitbewerbern vorgezogen worden.

## Veröffentlichungen
- My Beloved World. Knopf, New York 2013, ISBN 978-0-307-59488-4.
  - Meine geliebte Welt. Übersetzung Sabine Roth und Rudolf Hermstein. C. H. Beck, München 2014, ISBN 978-3-406-65947-8.
- Turning pages: My life story. Philomel, 2018, ISBN 978-0-525-51408-4.